# Grand Prix Brazílie 1999
28° Grande Premio Marlboro do Brasil
- 11. duben 1999
- Okruh Interlagos
- 72 kol x 4,292 km = 308,994 km
- 632. Grand Prix
- 10. vítězství Miki Häkkinena
- 117. vítězství pro McLaren

## Výsledky
| Pozice | Jezdec                | Vůz            | Čas             |
| ------ | --------------------- | -------------- | --------------- |
| 1      | Mika Häkkinen         | McLaren MP4/14 | 1:36'03.785     |
| 2      | Michael Schumacher    | Ferrari F399   | á 0:04:925      |
| 3      | Heinz-Harald Frentzen | Jordan 199     | á 1 kolo        |
| 4      | Ralf Schumacher       | Williams FW21  | á 1 kolo        |
| 5      | Eddie Irvine          | Ferrari F399   | á 1 kolo        |
| 6      | Olivier Panis         | Prost AP02     | á 1 kolo        |
| 7      | Alexander Wurz        | Benetton B199  | á 2 kola        |
| 8      | Toranosuke Takagi     | Arrows FA20    | á 3 kola        |
| 9      | Marc Gene             | Minardi M01    | á 3 kola        |
| Kolo   | Odstoupili            | -              | -               |
| 53     | Pedro de la Rosa      | Arrows FA20    | Tlak oleje      |
| 50     | Jacques Villeneuve    | BAR 001        | Tlak oleje      |
| 44     | Alessandro Zanardi    | Williams FW21  | Rozvody         |
| 43     | Pedro Diniz           | Sauber C19     | Kolize          |
| 43     | Rubens Barrichello    | Stewart SF3    | Motor           |
| 38     | Giancarlo Fisichella  | Benetton B199  | Elektronika     |
| 34     | Stéphane Sarrazin     | Minardi M01    | Mimo trať       |
| 27     | Jean Alesi            | Sauber C19     | Převodovka      |
| 24     | David Coulthard       | McLaren MP4/14 | Převodovka      |
| 18     | Jarno Trulli          | Prost AP02     | Převodovka      |
| 15     | Johnny Herbert        | Stewart SF3    | Hydraulika      |
| 10     | Damon Hill            | Jordan 199     | Kolize s Wurzem |
| *      | Nestartoval           | -              | -               |
| 0      | Riccardo Zonta        | BAR 001        | Havárie         |

### Nejrychlejší kolo
- Mika Häkkinen McLaren 1'18448

### Vedení v závodě
- 1-3 kolo Mika Häkkinen
- 4-26 kolo Rubens Barrichello
- 27-37 kolo Michael Schumacher
- 38-72 kolo Mika Häkkinen

### Postavení na startu
- červeně – startoval z posledního místa / trest za nepovolené složení paliva
- zeleně – odebráni nejlepšího času za ignorování žlutých vlajek

| 1. řada  | 1                                      | 2                                     |
|          | Mika Häkkinen McLaren 1'16.568         | David Coulthard McLaren 1'16.715      |
| 2. řada  | 3                                      | 4                                     |
|          | Rubens Barrichello Stewart 1'17.305    | Michael Schumacher Ferrari 1'17.578   |
| 3. řada  | 5                                      | 6                                     |
|          | Giancarlo Fisichella Benetton 1'17.810 | Eddie Irvine Ferrari 1'17.843         |
| 4. řada  | 7                                      | 8                                     |
|          | Damon Hill Jordan 1'17.884             | Heinz-Harald Frentzen Jordan 1'17.902 |
| 5. řada  | 9                                      | 10                                    |
|          | Alexander Wurz Benetton 1'18.334       | Johnny Herbert Stewart 1'18.374       |
| 6. řada  | 11                                     | 12                                    |
|          | Ralf Schumacher Williams 1'18.506      | Olivier Panis Prost 1'18.636          |
| 7. řada  | 13                                     | 14                                    |
|          | Jarno Trulli Prost 1'18.684            | Jean Alesi Sauber 1'18.377            |
| 8. řada  | 15                                     | 16                                    |
|          | Pedro Diniz Sauber 1'19.194            | Jacques Villeneuve BAR 1'19.377       |
| 9. řada  | 17                                     | 18                                    |
|          | Alessandro Zanardi Williams 1'19.452   | Stéphane Sarrazin Minardi 1'20.016    |
| 10. řada | 19                                     | 20                                    |
|          | Pedro de la Rosa Arrows 1'20.075       | Toranosuke Takagi Arrows 1'20.096     |
| 11. řada | 21                                     | 22                                    |
|          | Marc Gene Minardi 1'20.710             |                                       |
| -------- | -------------------------------------- | ------------------------------------- |

### Zajímavosti
- Debut si odbyl Stéphane Sarrazin
- Rubens Barrichello startoval v 100. GP

| Pole position  | Vítězství      | Nejrychlejší kolo |
| Finsko         | Finsko         | Finsko            |
| Mika Häkkinen  | Mika Häkkinen  | Mika Häkkinen     |
| McLaren MP4/14 | McLaren MP4/14 | McLaren MP4/14    |
| 1'16.568       | 1:36'03.785    | 1'18.448          |
| 201.797 km/h   | 193.013 km/h   | 196.961 km/h      |
| -------------- | -------------- | ----------------- |

### Stav MS
- Zelená - vzestup
- Červená - pokles

| * | Jezdec                | Body |
| - | --------------------- | ---- |
| 1 | Eddie Irvine          | 12   |
| 2 | Mika Häkkinen         | 10   |
| 3 | Heinz-Harald Frentzen | 10   |
| 4 | Ralf Schumacher       | 7    |
| 5 | Michael Schumacher    | 6    |
| 6 | Giancarlo Fisichella  | 3    |
| 7 | Rubens Barrichello    | 2    |
| 8 | Pedro de la Rosa      | 1    |
| 9 | Olivier Panis         | 1    |

| * | Vozy     | Body |
| - | -------- | ---- |
| 1 | Ferrari  | 18   |
| 2 | Jordan   | 10   |
| 3 | McLaren  | 10   |
| 4 | Williams | 7    |
| 5 | Benetton | 3    |
| 6 | Stewart  | 2    |
| 7 | Arrows   | 1    |
| 8 | Prost    | 1    |

| * | Jezdec         | Body |
| - | -------------- | ---- |
| 1 | Německo        | 23   |
| 2 | Velká Británie | 12   |
| 3 | Finsko         | 10   |
| 4 | Itálie         | 3    |
| 5 | Brazílie       | 2    |
| 6 | Španělsko      | 1    |
| 7 | Francie        | 1    |